# Innocenzo Ciocchi del Monte
Innocenzo Ciocchi del Monte (né à Borgo San Donnino, en Émilie-Romagne, Italie, alors dans le duché de Parme, le 1532 et mort le 2 novembre 1577 à Rome) est un cardinal italien du XVIe siècle. Il est le neveu adoptif du pape Jules III, dont il est le favori. Innocenzo est le fils d'une mendiante. Il est adopté par Baudouin Ciocchi del Monte, le frère du futur pape Jules III.

## Biographie
Del Monte est nommé prévôt à la cathédrale d'Arezzo. Il est  créé cardinal par le pape Jules III lors du consistoire du 30 mai 1550, immédiatement après l'élection du nouveau pape. Il est déclaré légitime par bulle pontificale, ce qui est nécessaire pour devenir cardinal. Le cardinal del Monte est nommé secrétaire intime du pape et la fonction (qui deviendra la fonction  de cardinal secrétaire d'État) est créée pour lui. Il est légat apostolique à Bologne en 1552-1554 et abbé commendataire de l'Abbaye Saint-Michel du Tréport, de S. Saba à Miramondo et de Grottaferrata à Frascati. En 1553, il est nommé administrateur apostolique du diocèse de Mirepoix. L'ambassadeur de Venise, Matteo Dandolo, qui avait une animosité personnelle contre le pape Jules III, a prétendu que ce jeune homme partageait le lit du pape, information qui n'est recoupée par aucune autre source contemporaine.
Del Monte perd sa position après la mort du pape Jules III. Il est incarcéré au château Saint-Ange en 1560 pour avoir tué deux hommes. Libéré sur ordre du duc de Florence Côme de Médicis, il est néanmoins condamné à une forte amende et est en outre menacé de perdre son cardinalat. Il est exilé à Tivoli mais parvient à revenir participer au conclave de 1564. En 1567, il est emprisonné à nouveau, accusé du viol de deux femmes de basse extraction.
Le cardinal del Monte participe au premier conclave de 1555, lors duquel Marcel II est élu, au deuxième conclave de 1555 (élection de Paul IV) et aux conclaves de 1559 (élection de Pie IV) et de 1565-1566 (élection de Pie V).